# Erfahrung (Rollenspiel)
Erfahrung ist ein wesentliches Element in den Regeln für Rollenspiele. Erfahrung wird meistens in Erfahrungspunkten gemessen (kurz EP, engl. experience points, EXP oder XP), sie sind ein Maß für die Entwicklung des Spielercharakters. Manche Rollenspielsysteme verwenden auch Bezeichnungen wie Abenteuerpunkte oder Charakterpunkte.

## Prinzip
Für bestimmte Handlungen oder bei Erfüllen von Zielen (z. B. Quests) innerhalb des Spiels, die meist vom Spieldesigner oder Spielleiter vorgegeben sind, erhält der Spielercharakter Erfahrungspunkte. In einigen Systemen steigt dadurch der Charakter in festgelegten Abständen eine Stufe auf. Dies symbolisiert die Weiterentwicklung der Spielfigur, er wird zum Beispiel schneller, stärker oder klüger, weiß besser mit seiner Waffe umzugehen oder elektronische Geräte besser zu bedienen. Andere Systeme (zum Beispiel GURPS) verwenden „Charakterpunkte“, die ähnlich wie Erfahrungspunkte behandelt werden. Dabei wird jedoch auf Stufenanstiege verzichtet. Stattdessen können die Charakterpunkte unverzüglich zum Steigern der Fähigkeiten eines Charakters angewendet werden.
Typische Gelegenheiten, Erfahrungspunkte zu erlangen, sind zum Beispiel einen schweren Kampf erfolgreich zu bestehen, ein Rätsel oder eine Quest zu lösen oder das besonders überzeugende Spielen der Spielfigur.

### Erfahrung im Pen-&-Paper-Rollenspiel
Im Pen-&-Paper-Rollenspiel bestimmt der Spielleiter die Vergabe der Erfahrungspunkte. Dabei muss er die Charakterentwicklung auf die Handlung des Spiels abstimmen, da es oftmals Monster zu besiegen gilt, die mitunter kampfstarke Spieler erfordern. Bei dieser Rollenspielform sind Handlung und Erfahrungsbildung zwangsläufiger miteinander verknüpft.

### Erfahrung im Computerrollenspiel (Einzelspieler)
Das Computerrollenspiel setzt einem Fähigkeitensystem und der Erfahrungsbildung weniger Grenzen, da die Verwaltung von Erfahrungspunkten für den Computer eine recht triviale Aufgabe darstellt. Dafür kann ein Computer natürlich keine spontanen Entscheidungen treffen. In einem Computerrollenspiel ist die Erfahrungszuteilung daher üblicherweise wesentlich vorhersehbarer. Es gibt üblicherweise viel mehr Sub-Quests und Monster, die Erfahrung einbringen, da es im Vordergrund steht, den Spieler möglichst lange zu unterhalten (teilweise aufzuhalten) und einen gewissen  Wiederspielwert zu erzeugen (beispielsweise durch verschiedene Lösungswege). Dafür wird von dem Spieler üblicherweise mehr eigenes Geschick verlangt; die Erfahrung wird nicht so aufgebaut, dass er den meist vorhandenen Endgegner leicht mit den Spielerfähigkeiten besiegen kann, sondern er muss selbst noch „mitarbeiten“. In dem AD&D-Spiel Eye of the Beholder 2: Legende von Darkmoon ist beispielsweise der letzte Gegner sehr mächtig und kann nur durch Geduld und Geschicklichkeit besiegt werden.
In Computerrollenspielen kommt es auch öfters vor, dass der Spieler immer wieder eine Zwischenphase einlegen muss, in der er durch das Besiegen von Gegnern seinen Charakter stärkt, um eine nächste Herausforderung zu bestehen. Dies gilt vor allem für Spiele, in denen die Gegner immer wieder neu auftauchen.

### Erfahrung in einem MMORPG
In einem MMORPG spielt die Charakterentwicklung wieder eine andere Rolle, da ein Online-Rollenspiel theoretisch unendlich lange währt und keinen Höhepunkt in Form eines letzten Kampfes hat. Andererseits ist in einem MMORPG der Tod des Spielercharakters meist nicht endgültig, sondern hat höchstens den Verlust einiger bereits erreichter Fähigkeiten oder Gegenstände zur Folge.